# Asiatischer Tüpfelmohn
Der Asiatische Tüpfelmohn (Roemeria refracta) ist eine Pflanzenart aus der Gattung Roemeria innerhalb der Familie der Mohngewächse (Papaveraceae). Sie ist von Südwestasien bis Zentralasien verbreitet.

## Beschreibung

### Erscheinungsbild und Blatt
Der Asiatische Tüpfelmohn ist eine einjährige krautige Pflanze und erreicht Wuchshöhen von 20 bis 40 Zentimetern. Die vertikal wachsende und wenig verzweigte Pfahlwurzel ist bei einem Durchmesser von bis zu 8 Zentimetern stielrund. Der aufrechte, verzweigte Stängel ist spärlich dunkel borstig behaart.
Die Laubblätter sind in einer grundständigen Rosette und wechselständig am Stängel verteilt angeordnet. Die vielen Grundblätter sind in Blattscheide, -stiel und -spreite gegliedert. Ihre Blattscheide ist aufgeblasen. Ihr dunkel borstig behaarter Blattstiel ist 3 bis 8 Zentimeter lang. Die Blattspreite der Grundblätter ist grün, bei einer Länge von 3 bis 8 Zentimetern im Umriss eiförmig und fiederteilig mit linealischen oder linealisch-länglichen Blattabschnitten. Der Endabschnitt ist bei einer Länge von 3 bis 12 Millimetern sowie einer Breite von 2 bis 5 Millimetern linealisch-länglich. Auf beiden Blattflächen sind die Blattadern erkennbar und die Blattunterseite ist spärlich borstig behaart. Die Stängelblätter sind kurz gestielt bis fast sitzend. Die Blattspreiten der Stängelblätter sind denen der Grundblätter ähnlich, aber kleiner.

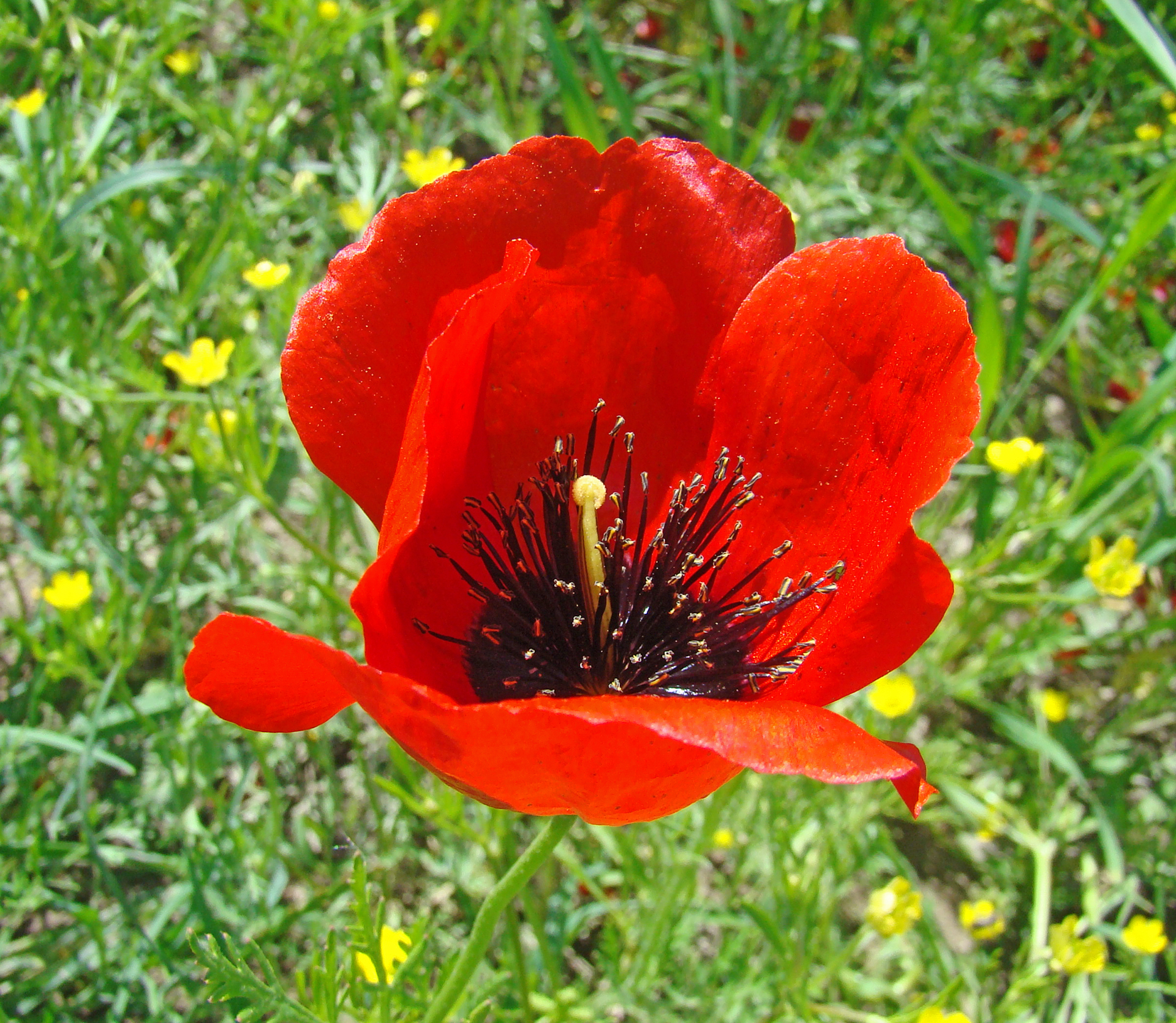
Blüte mit den vielen Staubblättern

### Blütenstand und Blüte
Die Blütezeit reicht in China von April bis Juni. Die Blüten sind einzeln in den Blattachsel angeordnet. Der bis zu 14 Zentimeter lange Blütenstiel ist angedrückt dunkel borstig gehaart. Die halbhängenden Blütenknospen sind bei einer Länge von 1,5 bis 2 Zentimetern eiförmig oder bei einer Länge von 12 bis 14 Millimetern sowie einer Breite von 5 bis 6 Millimetern kugelig bis länglich-birnenförmig.
Die zwittrigen Blüten sind radiärsymmetrisch und vierzählig mit doppelter Blütenhülle. Die zwei außen spärlich borstig behaarten Kelchblätter sind bei einer Länge von 12 bis 14 Millimetern und einer Breite von etwa 8 Millimetern eiförmig mit helmförmigem oberen Ende und fallen beim Öffnen der Blüte ab. Die vier orange-roten bis scharlach-roten Kronblätter besitzen oft an ihrer Basis ein bei einem Durchmesser von 2 bis 3 Zentimetern eiförmiges bis fast kreisförmiges, im menschlichen Auge schwarz-wirkendes, weiß-umrandetes Saftmal. Die Kronblätter sind bei einer Länge von 2 bis 2,5 Zentimetern verkehrt-eiförmig bis fast kreisförmig. Es sind viele Staubblätter vorhanden. Die dunkelvioletten bis schwärzlichen, freien Staubfäden sind bei einer Länge von etwa 1 Zentimeter linealisch. Die Staubbeutel sind bei einer Länge von 1,5 bis 2 Millimetern und einer Breite von etwa 1 Millimeter länglich. Vier Fruchtblätter sind zu einem kahlen, einkammerigen, oberständigen Fruchtknoten verwachsen, der bei einer Länge von 1 bis 1,8 Zentimetern zylindrisch ist. Der kurze Griffel endet in einer herablaufenden, vierlappigen, kopfigen Narbe; die Narbenlappen sind bewimpert.

### Frucht und Samen
In China reifen die Früchte zwischen April und Juni. Die kahle Kapselfrucht ist bei einer Länge von 2 bis 5 Zentimetern und einem Durchmesser von 2 bis 2,5 Millimetern, selten bis zu 3 Millimetern schmal-zylindrisch, gerade bis leicht gebogen und nach oben hin spitz zulaufend. Die Kapselfrucht besitzt ein borstig behaartes, etwa 1 Millimeter langes Anhängsel zwischen den Narbenlappen, das nach innen gekrümmt ist und sich oberhalb der Narbe erstreckt. Bei Reife öffnet sich die Kapselfrucht meist vierklappig vom oberen Ende in Richtung Basis; die Fruchtklappen sind dann glatt oder etwas borstig. Jede Kapselfrucht enthält viele Samen. Die bei einem Durchmesser von etwa 1 Millimetern nierenförmigen Samen besitzen eine graue Samenschale, die auf der Außenseite wabenförmig skulptiert ist mit hell-orangefarben winzigen Warzen.

### Chromosomensatz
Die Chromosomenzahl beträgt 2n = 14.

## Verbreitung
Der Asiatische Tüpfelmohn ist von Südwestasien bis Zentralasien weitverbreitet. Er kommt im asiatischen Teil der Türkei, im Iran, in Armenien, Aserbaidschan, Dagestan, Kasachstan, Kirgisistan, Tadschikistan, Turkmenistan, Usbekistan, Afghanistan, im westlichen Pakistan und in China nur im autonomen Gebiet Xinjiang vor. In Xinjiang ist er nur im Ili He Tal beheimatet. Roemeria refracta ist in Nordamerika ein Neophyt, der erste Nachweis erfolgte in Utah.

## Inhaltsstoffe und Giftigkeit
Alle Pflanzenteile sind giftig und enthalten diverse Apomorphin-Alkaloide, hauptsächlich Roemerin.

## Systematik
Die Erstbeschreibung von Roemeria refracta erfolgte 1821 durch Augustin-Pyrame de Candolle in Regni Vegetabilis Systema Naturale, Band 2, S. 93. Synonyme für Roemeria refracta DC. sind: Glaucium refractum Nábelek, Roemeria bicolor Regel, Roemeria rhoeadiflora Boiss., Papaver refractum K.-F.Günther.
Der Gattungsname Roemeria wurde wahrscheinlich zu Ehren des Schweizer Arztes, Botanikers und Entomologen Johann Jacob Roemer (1763–1819) vergeben.
Je nach Autor gibt es von Roemeria refracta etwa zwei Unterarten:
- Roemeria refracta subsp. occidentalis Kadereit: Sie kommt nur in Südwestasien natürlich vor und ist in Osteuropa eine Neophyt.
- Roemeria refracta DC. subsp. refracta